# Tallium-azid
A tallium-azid egy sárgásbarna színű, vízben rosszul oldódó, szilárd kristályos anyag. Képlete TlN3. Habár nem annyira érzékeny ütésre vagy súrlódásra, mint az ólom-azid, de láng vagy szikra hatására könnyen felrobbanhat. Biztonságos tárolása száraz nem fém konténert igényel.

## Előállítása
Tallium-szulfátot oldanak vízben majd az oldathoz nátrium-azidot adnak. A tallium-azid kicsapódik, a hozam mélyhűtőben való hűtéssel maximalizálható:
{\displaystyle \mathrm {Tl_{2}SO_{4}+2\ NaN_{3}\rightarrow 2\ TlN_{3}+Na_{2}SO_{4}} }

## Biztonság
A talliumvegyületek mérgezőek, el kell kerülni por vagy gáz belégzését.

## Fordítás
Ez a szócikk részben vagy egészben  a   Thallium azide című angol Wikipédia-szócikk fordításán alapul.  Az eredeti cikk szerkesztőit annak laptörténete sorolja fel. Ez a jelzés csupán a megfogalmazás eredetét és a szerzői jogokat jelzi, nem szolgál a cikkben szereplő információk forrásmegjelöléseként.